# یانز درنوشک
یانز درنوشک (انگلیسی: Janez Drnovšek؛ زاده ۱۷ مهٔ ۱۹۵۰ – درگذشته ۲۳ فوریهٔ ۲۰۰۸) یک اقتصاددان اهل اسلوونی بود که بین سال‌های ۲۰۰۲ تا ۲۰۰۷ رئیس‌جمهور اسلوونی بود.